# 横浜メディアタワー
横浜メディアタワー（よこはまメディアタワー）は、神奈川県横浜市西区みなとみらいにある電波塔。

## 概要
みなとみらい地区の41街区北区画にて1999年4月27日に竣工（通信用タワーは同年10月に完成）。NTTグループの文化広報施設「NTT横浜遊電地」が同年5月6日に開業した（2006年4月より休館）。同地区の歩行者動線（都市軸）の一部でもあるグランモール公園沿いに位置している（#周辺も参照）。
NTTドコモ神奈川支店が入居しており、NTTドコモの通信設備も入っている（かつてはNTT東日本-神奈川も入居していた）。建物本体は22階建てで高さ104.6mであるが、当ビルの上部に約150mにも及ぶ鉄塔（通信用タワー）が建っており、この鉄塔部分で建物全体の高さ（鉄塔込みの高さは約253m）の5分の3を占めている。鉄塔部分にはNTTドコモおよびNTT東日本が利用するマイクロ無線用のアンテナが無数に付いている。
また、横浜市の防災無線統制局も入居しており、災害時などに市役所および市内全区役所などからの行政用無線を受送信する役割を担っている。

## 商業テナント
- ハックドラッグ（ドラッグストア/1階） - 2014年10月オープン。
- クリナップ・キッチンタウン・横浜（ショールーム/2階）[注 1] - 2019年6月に相鉄岩崎学園ビル（神奈川区鶴屋町）より移転・オープン[5][6][注 2]。

この他、2階には自動販売機コーナーの「PLUS APPLI」もある。
過去のテナント
- ドコモショップ（1階） - 2013年6月に開業したグランモール公園沿いの商業施設「MARK IS みなとみらい」内に移転。
- Simple Style（家具・インテリア/1階） - 2014年5月閉店。
- Chef's Green (シェフズ・グリーン)（社員食堂/2階） - 一般の人も利用できる社員食堂（平日のランチ時間のみ営業）であったが、2018年11月末で閉鎖[8]。

## 建物の構造等
- 敷地面積：6,518m2（建築面積：3,907m2）
- 延床面積：53,003m2
- 構造規模：地下2階、地上22階[2]
（ビルの高さ104.6m、鉄塔込みの高さは約253m[1][2]）
- 構造：S造（地下部分はSRC造）、粘性体制震壁
- 設計：NTTファシリティーズ
- 施工：大成建設

## 所在地・アクセス
- 所在地：横浜市西区みなとみらい4-7-3
- アクセス：みなとみらい線 新高島駅・みなとみらい駅（最寄り駅） - 両駅の中間付近に位置する。

## 周辺
- グランモール公園 - 当施設の前面に広がる都市公園。歩行者動線「グランモール軸」の一部。
- リーフみなとみらい（IDC大塚家具ショールーム等の商業店舗） - グランモール公園を挟んで当ビルの真向かいに位置する。
- MUFGグローバルラーニングセンター（三菱UFJフィナンシャル・グループ研修施設・低層部店舗）
- 横浜アイマークプレイス（オフィス・低層部店舗）
- スターバックス・TSUTAYA/ミニシアター「kino cinéma（キノシネマ）横浜みなとみらい」（隣接地（41街区南区画）の集合住宅「M.M.MID SQUARE」1・2階）
- みなとみらいグランドセントラルタワー（オフィス・低層部店舗）
- MARK IS みなとみらい（大型商業施設）
- 横浜美術館
- クイーンズスクエア横浜
- 横浜ランドマークタワー
- 横浜国際平和会議場（パシフィコ横浜）
  - ヨコハマグランドインターコンチネンタルホテル

かつて存在した施設
- 横浜ジャックモール（商業施設） - 2012年9月30日、全館で営業終了（閉鎖）。

## その他
- ビルは携帯電話（アンテナが伸びているストレート式の端末）の形をイメージして作られた。
- 鉄塔は夜になるとライトアップされ、月毎に照明の色が変わる。青、赤、緑、黄緑、オレンジなどがある。
- 横浜市防災無線の中枢として利用されている。
- ラジオ用のスタジオがかつてあり、FM横浜の番組などが公開収録されていた。
- 建物1階には電気自動車の急速充電器が設置されている[9]。
- みなとみらい地区のオフィス同士を光回線で結び、海外とは人工衛星で通信する計画がかつてあり、その拠点施設として同地区の43街区に「コミュニケーションセンター」（ツインビル）が計画されたこともあったが、世の中の通信環境の変化や携帯電話の普及等により、当ビルの建設計画に変更となった経緯がある[10]。